# ميخائيل بي. غالاغير
ميخائيل بي. غالاغير (بالإنجليزية: Michael B. Gallagher)‏ هو رسام أمريكي، ولد في 1945 في لوس أنجلوس في الولايات المتحدة.